# Petra Felke
Petra Felke (n. 30 iulie 1959, Saalfeld/Saale, Republica Democrată Germană, Germania) este o atletă germană, medaliată olimpică. A participat la 2 ediții ale Jocurilor Olimpice (1988, 1992) în care a câștigat o medalie de aur în proba de aruncare a suliței.

## Palmares
| An                                       | Competiție                               | Locație                                  | Loc                                      | Note                                     |
| Reprezentând Republica Democrată Germană | Reprezentând Republica Democrată Germană | Reprezentând Republica Democrată Germană | Reprezentând Republica Democrată Germană | Reprezentând Republica Democrată Germană |
| ---------------------------------------- | ---------------------------------------- | ---------------------------------------- | ---------------------------------------- | ---------------------------------------- |
| 1977                                     | Campionatul European de Juniori          | Donețk, Uniunea Sovietică                | 2                                        | 57,68 m                                  |
| 1981                                     | Universiada                              | Roma, Italia                             | 2                                        | 66,60 m                                  |
| 1981                                     | Cupa Mondială                            | Canberra, Australia                      | 2                                        | 66,22 m                                  |
| 1982                                     | Campionatul European                     | Atena, Grecia                            | 7                                        | 65,56 m                                  |
| 1983                                     | Campionatul Mondial                      | Helsinki, Finlanda                       | 9                                        | 62,02 m                                  |
| 1985                                     | Cupa Europei                             | Moscova, Uniunea Sovietică               | 1                                        | 73,20 m                                  |
| 1985                                     | Cupa Mondială                            | Canberra, Australia                      | 2                                        | 66,22 m                                  |
| 1986                                     | Jocurile Goodwill                        | Seattle, Statele Unite                   | 1                                        | 70,78 m                                  |
| 1986                                     | Campionatul European                     | Stuttgart, Germania de Vest              | 2                                        | 72,52 m                                  |
| 1987                                     | Cupa Europei                             | Praga, Cehoslovacia                      | 1                                        | 71,26 m                                  |
| 1987                                     | Campionatul Mondial                      | Roma, Italia                             | 2                                        | 71,76 m                                  |
| 1988                                     | Jocurile Olimpice                        | Seul, Coreea de Sud                      | 1                                        | 74,68 m                                  |
| 1989                                     | Cupa Europei                             | Gateshead, Marea Britanie                | 1                                        | 66,92                                    |
| 1989                                     | Cupa Mondială                            | Barcelona, Spania                        | 1                                        | 70,32 m                                  |
| 1990                                     | Campionatul European                     | Split, Iugoslavia                        | 3                                        | 66,56 m                                  |
| Reprezentând Germania                    |                                          |                                          |                                          |                                          |
| 1991                                     | Cupa Europei                             | Frankfurt, Germania                      | 3                                        | 63,18                                    |
| 1991                                     | Campionatul Mondial                      | Tokio, Japonia                           | 2                                        | 68,68 m                                  |
| 1992                                     | Jocurile Olimpice                        | Barcelona, Spania                        | 7                                        | 59,02 m                                  |

## Legături externe
- Materiale media legate de Petra Felke la Wikimedia Commons
- en Petra Felke la World Athletics
- en Petra Felke la Olympedia.org